# IC 1473
IC 1473 ist eine linsenförmige Galaxie vom Hubble-Typ S0 im Sternbild Pegasus. Sie ist schätzungsweise 46 Millionen Lichtjahre von der Milchstraße entfernt.
Das Objekt wurde am 1. Oktober 1866 von dem Astronomen Truman Henry Safford entdeckt.